# Kristoffer Jonzon
Kristoffer Dag Jonzon Söderberg, född  10 december 1978 i Slottsstadens församlingi Malmö, är svensk sångare, pianist, showartist, ståuppkomiker och låtskrivare.
Kristoffer Jonzon är son till poeten Lasse Söderberg och dramatikern Karin Parrot-Jonzon. Jonzon började sin karriär i popbandet Pendletones. Han blev soloartist 2002 och började skriva låtar på svenska. År 2007 släpptes debutalbumet EGO på Bolero records och i december samma år följde han upp med julsingeln "Jul i mitt hus". Jonzon har även skrivit låten "Zlatan & Jag" tillsammans med Rasmus Berggrensson.
Jonzons populäraste låtar är duetten "Vi" med Mikael Wiehe samt låtarna "Kyssen vid Rosenlund" och "Man tror vad man ser" som båda låg kort på Svensktoppen. Kristoffer Jonzon medverkade i samband med albumsläppet i tv-programmen Nyhetsmorgon, Sommarkrysset och Go' Kväll. 2008 turnerade han och Bob Hansson i Sverige med föreställningen HEJA VÄRLDEN SHOW. Kristoffer Jonzon är även initiativtagare, värd och regissör av showklubben HYLLAD! som hade premiär på Babel i Malmö i januari 2010 och under 2011 etableras i Stockholm. HYLLAD! är en slags motreaktion mot roastkulturen och i showen får en kändis istället bjudas på sånt den tycker om. Artister spelar den hyllades favoritlåtar, en kock lagar favoriträtten och publiken får skriva komplimanger till gästen. Jonzon är även en av två medlemmar i pophumorbandet Ryska Posten. 
Den 1 mars 2012 gjorde Kristoffer Jonzon debut som ståuppkomiker på Mack i Malmö.